# Samer Allawi
Samer Allawi (arabisch سامر علاوي; * 1966 in Nablus) ist ein palästinensischer Journalist, der für den Fernsehsender Al-Jazeera arbeitet. Er ist Büroleiter in Kabul.

## Festnahme
Nach einem Besuch seiner Familie in den palästinensischen Territorien wurde Allawi, der einen jordanischen Reisepass besitzt, am 10. August 2011 vom israelischen Militär festgenommen. Als Begründung wurde angegeben, dass er sich in den Jahren 2006 und 2010 in der Nähe Katars mit dem Hamas-Mitglied Osama Hamdan getroffen habe. Nach Ansicht von Allawis Rechtsanwalt seien diese Vergehen trivial. Das Militär habe Allawi damit gedroht, ihn wegen Schmuggels von Geldern aus Afghanistan in die West Bank anzuklagen, wenn er sich nicht bereiterklärte, als Informant für Israel tätig zu werden.
Ein Militärgericht befand Allawi der illegalen Kontaktaufnahme mit der Hamas für schuldig. Außerdem habe er der Organisation seine Unterstützung angeboten. Gegen Zahlung einer Kaution über 1.400 US-Dollar wurde der Journalist am 26. September freigelassen. Human Rights Watch kritisierte die Festnahme des Journalisten.
Allawis Strafe ist für drei Jahre zur Bewährung ausgesetzt.

## Hintergrund
Nach Informationen der Süddeutschen Zeitung wirft die israelische Regierung dem Sender Al-Jazeera aus Katar vor, feindliche Propaganda zu verbreiten. Schon 2008 waren al-Jazeera-Reporter vorübergehend mit einem Boykott der Berichterstattung belegt worden. Nach Einschätzung der SZ nutzte die Jerusalemer Führung den Fall Allawi zu einem neuen Angriff auf den Sender: In einer Erklärung aus dem Büro von Premierminister Benjamin Netanjahu heißt es, die Ermittlungen hätten bewiesen, dass „al-Dschasira von der Hamas benutzt wird, um mit Hilfe der Journalisten ihre Ziele voranzutreiben“. Der Erklärung war eine Liste mit Kontakten beigefügt, die Allawi zu radikalen Kräften gepflegt haben soll. Die Liste stammt vermutlich vom Israelischen Geheimdienst Mossad. Auf ihr sind Aktivitäten Allawis wie der Kampf mit afghanischen Mudschaheddin und ein militärischer Trainingskurs in Pakistan 1992 bis zu Treffen mit höchsten Hamas-Funktionären in Damaskus aufgeführt. Allawi gestand, er sei 1993 von der Hamas angeworben worden und habe 2006 mit anderen Korrespondenten eine Absprache getroffen, „die Arbeit bei Al-Jazeera zu nutzen, um die Hamas zu stärken“. Auf der Internetseite von Al-Jazeera bestritt der freigelassene Allawi alle Vorwürfe und wirft Israel vor, ihn zu benutzen, um seinen Sender zu erpressen. Es habe „keine Beweise“ gegen ihn gegeben, erklärte er und fügte an, lediglich rein berufliche Kontakte zur Hamas und anderen Gruppierungen zu unterhalten.